# 拉尔夫·杰克逊
拉尔夫·A·杰克逊三世（英語：Ralph A. Jackson III，1962年10月26日—），美国NBA联盟职业篮球运动员。他在1984年的NBA选秀中第4轮第71顺位被印第安纳步行者选中。